# Urdaneta (Guayaquil)
Urdaneta ist ein Stadtteil von Guayaquil und eine Parroquia urbana im Kanton Guayaquil der ecuadorianischen Provinz Guayas. Die Fläche beträgt etwa 137 ha. Die Einwohnerzahl lag 2010 bei 22.680.

## Lage
Die Parroquia Urdaneta liegt im westlichen Stadtzentrum von Guayaquil. Das trapezförmige Gebiet hat eine maximale Längsausdehnung in SSW-NNO-Richtung von 1520 m sowie eine mittlere Breite von etwa einem Kilometer. Das Verwaltungsgebiet wird im Westen von der Avenida Federico W. Goding begrenzt, im Osten von der Calle Tungurahua. Im Norden verläuft die Verwaltungsgrenze entlang dem Estero Salado und reicht im Nordosten bis zum Malecón del Salado, im Süden entlang der Calle Carlos Gómez Rendon.
Die Parroquia Urdaneta grenzt im Norden an die Parroquia Tarqui, im Osten an die Parroquia Nueve de Octubre und Sucre, im Süden an die Parroquia Letamendi sowie im Westen an die Parroquia Febres Cordero.

## Sehenswertes
In dem Verwaltungsgebiet befinden sich der Tenis Club, die Parks Ismael Pérez Pazmiño und Jorge Washington, die Kirchen Jesús Obrero und de las Almas, der Mercado Municipal del Oeste (Mercado Garay) sowie das Barrio El Salado.

## Geschichte
Benannt wurde die Parroquia nach Luis Urdaneta, einem Unabhängigkeitskämpfer.